# Affiniteitschromatografie
Affiniteitschromatografie is een methode die in de scheikunde wordt toegepast om stoffen te scheiden.
Affiniteitschromatografie wordt gebruikt voor het isoleren van een enkele verbinding uit een complex mengsel. Complexe mengsels zijn bijvoorbeeld bloed, urine en andere lichaamsvloeistoffen. 
De techniek is gebaseerd op specifieke covalente binding van een component aan de stationaire fase. Wanneer een monster door de kolom wordt geleid, wordt slechts een component gebonden. Wanneer de rest van de monster matrix van de kolom is afgespoeld wordt de gebonden component van de kolom gespoeld door de kolomcondities te veranderen zoals pH of ion sterkte om zo de covalente verbinding, van de component met de stationaire fase, te verbreken. 

## Toepassing
Affiniteitschromatografie is goed toepasbaar in biochemie en is gebaseerd op specifieke interacties tussen enzymen en substraten, antistoffen en antigenen of receptoren en hormonen.
- Een voorbeeld van affiniteitschromatografie is de isolatie van het proteïne immunoglobulin G (IgG), waarbij IgG middels een covalente binding is gebonden door proteïne A. Proteïne A bindt in een bepaalde regio van het IgG specifiek bij een pH van ongeveer 7,2. Wanneer een ruw mengsel IgG en andere proteïnen door de kolom wordt geleid bij een pH van 7,6, wordt alles behalve het IgG geëlueerd. Wanneer de pH van het eluens wordt verlaagd naar 2,6 wordt zuiver IgG geëlueerd[2].
- Optische isomeren van een medicijn kunnen verschillend therapeutische werkingen hebben. Affiniteitschromatografie kan worden gebruikt om ieder isomeer individueel van elkaar te verkrijgen.